# Liste der Kulturdenkmale in Radebeul-Niederlößnitz (M–Z)

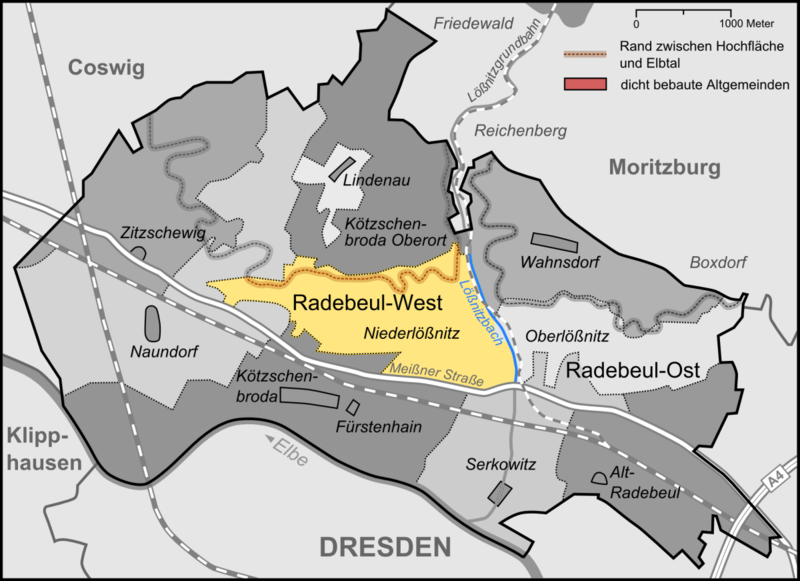
Übersicht über die Lage der Radebeuler Stadtteile, Niederlößnitz farblich markiert

Die Liste der Kulturdenkmale in Radebeul-Niederlößnitz (M–Z) gibt eine Übersicht über die Kulturdenkmale im Stadtteil Niederlößnitz der sächsischen Stadt Radebeul anhand des Stands der Denkmalliste vom 24. Mai 2012. Aufgrund der Größe der Liste wurden die Straßen auf zwei Teile verteilt (A–L, M–Z).
Eine weitere Liste zeigt ehemalige Bau-/Kulturdenkmale dieses Stadtteils.
Einen Überblick über die Radebeuler Kulturdenkmale gibt die Liste der Kulturdenkmale in Radebeul, eine Zusammenfassung aller Adressen mit Kulturdenkmalen gibt die Liste der Kulturdenkmaladressen in Radebeul. Die Zuordnung der Straßen zum Stadtteil findet sich in der Liste der Straßen und Plätze in Radebeul-Niederlößnitz.
Grundlage der Auflistung sind die angegebenen Quellen. Diese Angaben ersetzen nicht die rechtsverbindliche Auskunft der zuständigen Denkmalschutzbehörde.

## Legende
Die in der Tabelle verwendeten Spalten listen die im Folgenden erläuterten Informationen auf:
- Name, Bezeichnung: Bezeichnung des einzelnen Objekts.
- Adresse, Koordinaten: Heutige Straßenadresse, Lagekoordinaten.
- Kennung: Die von der Denkmalpflege verwendete Kennung für Nebenobjekte (z. B. Adressen ohne und mit „a“, Adresse mit 9000er Angabe, dazu Ergänzungen mit „-I“).
- Datum: Besondere Baujahre, so weit bekannt oder ableitbar, teilweise auch Datum der Ersterwähnung der Liegenschaft.
- Baumeister, Architekten: Baumeister, Architekten und weitere Kunstschaffende.
- Denkmalumfang, Bemerkung: Nähere Erläuterung über den Denkmalstatus, Umfang der Liegenschaft und ihre Besonderheiten.[1]
- Bild: Foto des Hauptobjekts.

## Liste der Kulturdenkmale
| Name, Bezeichnung                                                | Adresse, Koordinaten                                      | Kennung                      | Datum                                                         | Baumeister, Architekten                                                                    | Denkmalumfang, Bemerkung | Bild                                                                                         |
| ---------------------------------------------------------------- | --------------------------------------------------------- | ---------------------------- | ------------------------------------------------------------- | ------------------------------------------------------------------------------------------ | --- | -------------------------------------------------------------------------------------------- |
| Villa Makarenkostraße 5                                          | Makarenkostraße 5 (Lage)                                  |                              | 1900/01                                                       | Hugo Große                                                                                 | Mietvilla mit Einfriedung. Bewohner: Max Witschel | Villa Makarenkostraße 5                                                                      |
| Landhaus Adolph Künzelmann                                       | Makarenkostraße 7 (Lage)                                  |                              | 1911                                                          | Johannes Heinsius                                                                          | Mietvilla mit Einfriedung | Landhaus Adolph Künzelmann                                                                   |
| Villa Ernst Hermann Vogel                                        | Makarenkostraße 8 (Lage)                                  |                              | 1899/1900                                                     | Heinrich Hertzschuch                                                                       | Landhausartige Villa | Villa Ernst Hermann Vogel                                                                    |
| Wohn- und Geschäftshaus „Café Schiller“                          | Meißner Straße 154 (Lage)                                 |                              | 1903–05                                                       | Adolf Neumann                                                                              | Mietshaus mit Laden und Café, in Ecklage | Wohn- und Geschäftshaus „Café Schiller“                                                      |
| Landhaus Beschke                                                 | Meißner Straße 158 (Lage)                                 |                              | um 1905, 1914, 1934                                           | Patitz & Lötzsch (Erweiterung), Felix Sommer (Anbauten)                                    | Mietvilla mit Einfriedung, heute eine Sozialeinrichtung des Arbeiter-Samariter-Bundes | Landhaus Beschke                                                                             |
| Villa Meißner Straße 162                                         | Meißner Straße 162 (Lage)                                 |                              | 1872                                                          | Gebrüder Ziller (Nebengebäude)                                                             | Villenartiges Wohnhaus | Villa Meißner Straße 162                                                                     |
| Winzerhaus Meißner Straße 172                                    | Meißner Straße 172 (Lage)                                 |                              | um 1880                                                       |                                                                                            | Wohnhaus | Ehemaliges Winzerhaus in der Meißner Straße 172                                              |
| Traiteurhaus                                                     | Mittlere Bergstraße 4 (Lage)                              |                              | 18. Jh.                                                       |                                                                                            | Winzerhaus mit Wirtschaftsgebäude und Nebenanlage (Scheune). Zu Schloss Wackerbarth gehörig | Traiteurhaus                                                                                 |
| Traiteurhaus                                                     | Mittlere Bergstraße 4 (Lage)                              | Mittlere Bergstraße 9004     | 18. Jh., 1802 Wirtschaftsgebäude, um 1940 Scheune             |                                                                                            | Nebengebäude zum Traiteurhaus | Traiteurhaus Nebengebäude                                                                    |
| Traiteurhaus                                                     | Mittlere Bergstraße 4 (Lage)                              | Mittlere Bergstraße 9004-I   | 1802                                                          |                                                                                            | Wirtschaftsgebäude | Traiteurhaus: Wirtschaftsgebäude                                                             |
| Traiteurhaus                                                     | Mittlere Bergstraße 4 (Lage)                              | Mittlere Bergstraße 9004-II  | um 1940                                                       |                                                                                            | Nebenanlage (Scheune) | Traiteurhaus: Nebenanlage                                                                    |
| Meyerburg, Landsitz Meyer                                        | Mohrenstraße 5 (Lage)                                     |                              | 1911/12                                                       | Schilling & Graebner (Entwurf), F. W. Eisold (Bau)                                         | Villa mit Gartenlaube. Erwähnung im Dehio. Villenkolonie Altfriedstein | Meyerburg                                                                                    |
| Mätressenschlösschen, Berghaus Neufriedstein, Friedsteinburg     | Mohrenstraße 10 (Lage)                                    |                              | 1417 Wehlsberg, 1771                                          |                                                                                            | Lusthaus mit Parkanlage und Weinberg, markantes Barockgebäude auf hohem Unterbau. Besitzer: Johann George Ehrlich | Mätressenschlösschen                                                                         |
| Wohn- und Geschäftshaus Bruno Uhlmann                            | Moritzburger Straße 14 (Lage)                             |                              | 1900/01                                                       | Adolf Neumann                                                                              | Mietshaus | Wohn- und Geschäftshaus Bruno Uhlmann                                                        |
| Haus Steineck                                                    | Moritzburger Straße 19 (Lage)                             |                              | 1868, 1877                                                    | Friedrich Rößler                                                                           | Villa mit Einfriedung | Haus Steineck                                                                                |
| Wohn- und Geschäftshaus Moritzburger Straße 33                   | Moritzburger Straße 33 (Lage)                             |                              | 1914/15                                                       | Felix Sommer                                                                               | Mietshaus mit Einfriedung, in Ecklage | Wohn- und Geschäftshaus Moritzburger Straße 33                                               |
| Villa Anna                                                       | Moritzburger Straße 37 (Lage)                             |                              | 1890/1900                                                     |                                                                                            | Mietvilla. Eigentümer Oskar Wilhelm Schuster | Villa Anna                                                                                   |
| Haus Herbig                                                      | Moritzburger Straße 40 (Lage)                             |                              | 1870/80, 1876                                                 | Moritz Große (Nebengebäude)                                                                | Villa. Erwähnung im Dehio | Haus Herbig                                                                                  |
| Villa Hermann Thessius                                           | Moritzburger Straße 41 (Lage)                             |                              | 1888, 1922                                                    | Bruno Adam, Oskar Menzel (Erweiterung)                                                     | Mietvilla mit Einfriedung | Villa Hermann Thessius                                                                       |
| Haus Arendts                                                     | Moritzburger Straße 42 (Lage)                             |                              | 1860/61                                                       |                                                                                            | Villa mit Einfriedung | Haus Arendts                                                                                 |
| Haus Arendts                                                     | Moritzburger Straße 42 (Lage)                             | Moritzburger Straße 9042     | 1860/61                                                       |                                                                                            | Nebengebäude zur Villa | Nebengebäude zu Haus Arendts                                                                 |
| Mietshaus Hermann Ebert                                          | Moritzburger Straße 45 (Lage)                             |                              | 1903                                                          | Schilling & Graebner (Entwurf Heino Otto), Felix Sommer (Bau)                              | Mietshaus in Ecklage. Villenkolonie Altfriedstein | Mietshaus Hermann Ebert, Moritzburger Straße 45                                              |
| Villa Amicitiae                                                  | Moritzburger Straße 50 (Lage)                             |                              | 1898/99                                                       | Hugo Große                                                                                 | Landhausartige Villa | Villa Amicitiae                                                                              |
| Mohrenhaus                                                       | Moritzburger Straße 51 (Lage)                             |                              | 1544, 17. Jh. Mohrenköpfe, 1819, 1868–71, 1910–12             | Gebrüder Ziller (Umbau)                                                                    | Herrenhaus mit Wintergarten, Wirtschaftsgebäude, Park, Pavillon und künstliche Ruine. Besitzer: Familie von Schonbergk, Familie von Bose, Alwin Bauer | Mohrenhaus                                                                                   |
| Mohrenhaus                                                       | Moritzburger Straße 51 (Lage)                             | Moritzburger Straße 9051-I   | 1544, 17. Jh. Mohrenköpfe, 1819, 1868–71, 1910–12             | Gebrüder Ziller (Umbau)                                                                    | Park zum Mohrenhaus | Park des Mohrenhauses                                                                        |
| Mohrenhaus                                                       | Moritzburger Straße 51 (Lage)                             | Moritzburger Straße 9051-II  | 1544, 17. Jh. Mohrenköpfe, 1819, 1868–71, 1910–12             | Gebrüder Ziller (Umbau)                                                                    | Wirtschaftsgebäude | Wirtschaftsgebäude des Mohrenhauses                                                          |
| Mohrenhaus                                                       | Moritzburger Straße 51 (Lage)                             | Moritzburger Straße 9051-III | 1544, 17. Jh. Mohrenköpfe, 1819, 1868–71, 1910–12             | Gebrüder Ziller (Umbau)                                                                    | Remise | Nebengebäude des Mohrenhauses                                                                |
| Mohrenhaus                                                       | Moritzburger Straße 51 (Lage)                             | Moritzburger Straße 9051-IV  | 1544, 17. Jh. Mohrenköpfe, 1819, 1868–71, 1910–12             | Gebrüder Ziller (Umbau)                                                                    | Künstliche Ruine | Künstliche Ruine am Mohrenhaus                                                               |
| Mohrenhaus                                                       | Moritzburger Straße 51 (Lage)                             | Moritzburger Straße 9051-V   | 1544, 17. Jh. Mohrenköpfe, 1819, 1868–71, 1910–12             | Gebrüder Ziller (Umbau)                                                                    | Gartenpavillon zum Mohrenhaus | Gartenpavillon zum Mohrenhaus                                                                |
| Villa Moritzburger Straße 52                                     | Moritzburger Straße 52 (Lage)                             |                              | 1898/99                                                       | Hugo Große                                                                                 | Mietvilla | Villa Moritzburger Straße 52                                                                 |
| Mohrenhaus (Gärtnerhaus)                                         | Moritzburger Straße 53 (Lage)                             |                              | Um 1850, 1912                                                 | Max Herfurt (Umbau)                                                                        | Gärtnerhaus im Mohrenhaus-Park. Ehemaliges Winzerhaus | Gärtnerhaus (Mohrenhaus)                                                                     |
| Villa Moritzburger Straße 54                                     | Moritzburger Straße 54 (Lage)                             |                              | 1899/1900                                                     | Hugo Große                                                                                 | Mietvilla | Villa Moritzburger Straße 54                                                                 |
| Mietvilla Alfred Staeding                                        | Moritzburger Straße 56 (Lage)                             |                              | 1911                                                          | Felix Sommer                                                                               | Mietvilla | Mietvilla Alfred Staeding                                                                    |
| Villa Bella Vista                                                | Moritzburger Straße 60 (Lage)                             |                              | 1897–99                                                       | Hugo Große                                                                                 | Mietvilla | Villa Bella Vista                                                                            |
| Pfarrtöchterheim (Erweiterungsgebäude Mathildenhaus)             | Neufriedstein 1 (Lage)                                    |                              | 1904                                                          | Adolf Neumann (Gegenentwurf und Bau des Erweiterungsgebäudes Felix Sommer)                 | Neufriedstein, östliches Gebäude (freistehend) | Mathildenhaus (rechts)                                                                       |
| Neufriedstein                                                    | Neufriedstein 2 (Lage)                                    |                              | 1417 Wehlsberg, 1778–80, 1904                                 |                                                                                            | Herrenhaus (Pfarrtöchterheim) mit Winzerhaus, Mätressenschlösschen, Parkanlage und Weinberg. Besitzer: Herren von Köckeritz auf Burg Wehlen, Johann George Ehrlich | Herrenhaus Neufriedstein (Mitte)                                                             |
| Pfarrtöchterheim (Erweiterungsbau Neufriedstein)                 | Neufriedstein 2a (Lage)                                   |                              | 1893                                                          | Adolf Neumann                                                                              | Neufriedstein, westliches Gebäude | Pfarrtöchterheim, Erweiterungsgebäude (links)                                                |
| Mietvilla Neufriedstein 4                                        | Neufriedstein 4 (Lage)                                    |                              | um 1890                                                       |                                                                                            | Mietshaus | Mietvilla Neufriedstein 4                                                                    |
| Haus Nitzsche, Nitzsches Winzerhof                               | Neufriedstein 5 (Lage)                                    |                              | 18. Jh., 1883–85                                              |                                                                                            | ehemals zum Weingut Neufriedstein, Winzerhaus | Haus Nitzsche                                                                                |
| Haus Nitzsche, Nitzsches Winzerhof                               | Neufriedstein 5 (Lage)                                    | Neufriedstein 9005-I         | 18. Jh., 1883–85                                              |                                                                                            | ehemals zum Weingut Neufriedstein, Anbau zum Winzerhaus | Haus Nitzsche                                                                                |
| Villa Nordstraße 4                                               | Nordstraße 4 (Lage)                                       |                              | 1884–86, 1901                                                 | Hugo Große (Dachausbau)                                                                    | Mietshaus. Bewohner: Theodor Lobe | Villa Nordstraße 4                                                                           |
| Villa Obere Bergstraße 1                                         | Obere Bergstraße 1 (Lage)                                 |                              | 1862, 1890–93, 1902                                           | F. A. Bernhard Große (Bauarbeiten), Johannes Heinsius (Eckpavillon)                        | Villa, Eckpavillon und Einfriedung | Villa Obere Bergstraße 1                                                                     |
| Naturheilanstalt „Schloss Niederlössnitz“, Amalie-Sieveking-Haus | Obere Bergstraße 3 (Lage)                                 |                              | 1845, 1862, 1897, 1919/21                                     | Adolf Neumann (Aufstockung), Felix Sommer                                                  | Kirchliche Ausbildungsstätte, Dreiflügelanlage mit Turm | Naturheilanstalt „Schloss Niederlössnitz“                                                    |
| Villa Obere Bergstraße 7                                         | Obere Bergstraße 7 (Lage)                                 |                              | 1874–76                                                       | Jacob Traugott Petzold                                                                     | Villa | Villa Obere Bergstraße 7                                                                     |
| Rotes Haus                                                       | Obere Bergstraße 12 (Lage)                                |                              | 1895–97                                                       | Gebrüder Große (Bau)                                                                       | Villa. Erwähnung im Dehio | Rotes Haus                                                                                   |
| Mietvilla Carl Semper                                            | Obere Bergstraße 13 (Lage)                                |                              | 1892/93, 1898–1900                                            | Ernst Kießling, Adolf Neumann (Umbau Seitengebäude)                                        | Villa mit Nebengebäude | Mietvilla Carl Semper                                                                        |
| Mietvilla Carl Semper                                            | Obere Bergstraße 13 (Lage)                                | Obere Bergstraße 9013-I      | 1892/93, 1898–1900                                            | Ernst Kießling, Adolf Neumann (Umbau Seitengebäude)                                        | Nebengebäude zur Villa | Remisengebäude Obere Bergstraße 13                                                           |
| Mietvilla Carl Semper                                            | Obere Bergstraße 13 (Lage)                                | Obere Bergstraße 9013-II     | 1892/93, 1898–1900                                            | Ernst Kießling, Adolf Neumann (Umbau Seitengebäude)                                        | Nebengebäude zur Villa | Ziegelschuppen Obere Bergstraße 13                                                           |
| Villa Kuntze                                                     | Obere Bergstraße 14 (Lage)                                |                              | 1899/01                                                       | Oskar Menzel                                                                               | Villa (Nr. 14) mit Torgebäude (Nr. 16), Toranlage, Einfriedung und Garten | Villa Kuntze                                                                                 |
| Pförtnerhaus Villa Kuntze                                        | Obere Bergstraße 16 (Lage)                                |                              | 1899/01                                                       | Oskar Menzel                                                                               | Torgebäude (Nr. 16) | Pförtnerhaus Villa Kuntze                                                                    |
| Villa Dorothee                                                   | Obere Bergstraße 20 (Lage)                                |                              | 1872/76                                                       | Adolf Neumann                                                                              | Villa. Erwähnung im Dehio | Villa Dorothee                                                                               |
| Minckwitzscher Weinberg, Haus Minckwitz                          | Obere Bergstraße 30 (Lage)                                |                              | 1412 Altenberg, ab 1712 Herrenhaus, 1713, 1727, 1877, 1907–09 | August Große (Umbau, Remise), F. A. Bernhard Große (Umbau Herrenhaus, Nebengebäude)        | Ehemaliges Weingut mit Herrenhaus, Remise, Seitengebäude, zwei Lusthäuser, Einfriedungs- und Weinbergsmauern sowie Weinberg und Park. Besitzer, Bewohner: Heinrich Henning August von Bredow, Familie von Minckwitz, Paul Wilhelm | Haus Minckwitz                                                                               |
| Minckwitzscher Weinberg                                          | Obere Bergstraße 30a (Lage)                               |                              | 1412 Altenberg, ab 1712 Herrenhaus, 1713, 1727, 1877, 1907–09 | August Große (Umbau, Remise), F. A. Bernhard Große (Umbau Herrenhaus, Nebengebäude)        | Ehemaliges Weingut mit Herrenhaus, Remise, Seitengebäude, zwei Lusthäuser, Einfriedungs- und Weinbergsmauern sowie Weinberg und Park. Besitzer, Bewohner: Heinrich Henning August von Bredow, Familie von Minckwitz, Paul Wilhelm | Obere Bergstraße 30a                                                                         |
| Minckwitzscher Weinberg                                          | Obere Bergstraße 30b (Lage)                               |                              | 1412 Altenberg, ab 1712 Herrenhaus, 1713, 1727, 1877, 1907–09 | August Große (Umbau, Remise), F. A. Bernhard Große (Umbau Herrenhaus, Nebengebäude)        | Ehemaliges Weingut mit Herrenhaus, Remise, Seitengebäude (Unteres Winzerhaus mit ehemaligen Stallungen), zwei Lusthäuser, Einfriedungs- und Weinbergsmauern sowie Weinberg und Park. Besitzer, Bewohner: Heinrich Henning August von Bredow, Familie von Minckwitz, Paul Wilhelm | Obere Bergstraße 30b                                                                         |
| Minckwitzscher Weinberg                                          | Obere Bergstraße 30, 30a, 30b (Lage)                      | Obere Bergstraße 9030-I      | 1412 Altenberg, ab 1712 Herrenhaus, 1713, 1727, 1877, 1907–09 | August Große (Umbau, Remise), F. A. Bernhard Große (Umbau Herrenhaus, Nebengebäude)        | Park zum Weingut. Besitzer, Bewohner: Heinrich Henning August von Bredow, Familie von Minckwitz, Paul Wilhelm | Obere Bergstraße 30, Park zum Weingut                                                        |
| Minckwitzscher Weinberg, Minckwitzsches Weinberghaus             | Obere Bergstraße 30, 30a, 30b (Lage)                      | Obere Bergstraße 9030-II     | 1412 Altenberg, ab 1712 Herrenhaus, 1713, 1727, 1877, 1907–09 | August Große (Umbau, Remise), F. A. Bernhard Große (Umbau Herrenhaus, Nebengebäude)        | Pavillon. Besitzer, Bewohner: Heinrich Henning August von Bredow, Familie von Minckwitz, Paul Wilhelm | Minckwitzsches Weinberghaus                                                                  |
| Einfamilienhaus Kurt Müller                                      | Obere Bergstraße 35 (Lage)                                |                              | 1933/34                                                       |                                                                                            | Wohnhaus. „Der Neubau verspricht […] weit besser zu werden als die umgebenden Bauten aus neuerer Zeit […]“. | Einfamilienhaus Kurt Müller                                                                  |
| Villa Oswald                                                     | Obere Bergstraße 42 (Lage)                                |                              | um 1860, 2. H. 18. Jh. (Anbau), 1880                          | August Große (Erhöhung)                                                                    | Landhaus mit Anbau | Villa Oswald, von der Straße aus                                                             |
| Haus Reinhardtsberg                                              | Obere Bergstraße 44 (Lage)                                |                              | 1770, nach 1990                                               |                                                                                            | Winzerhaus auf Terrasse, 1286 erste schriftliche Erwähnung des Lezenitzbergs (Lößnitz) oberhalb des heutigen Hauses Reinhardtsberg | Haus Reinhardtsberg                                                                          |
| Mietvilla Obere Bergstraße 54                                    | Obere Bergstraße 54 (Lage)                                |                              | 1897/98                                                       | Adolf Neumann                                                                              | Mietvilla | Obere Bergstraße 54                                                                          |
| Villa Obere Bergstraße 56                                        | Obere Bergstraße 56 (Lage)                                |                              | 1896/97                                                       | Adolf Neumann                                                                              | Villa mit Nebengebäude und Einfriedung | Obere Bergstraße 56                                                                          |
| Villa Luise                                                      | Obere Bergstraße 58 (Lage)                                |                              | um 1895                                                       |                                                                                            | Villa | Obere Bergstraße 58                                                                          |
| Winzerhaus Obere Bergstraße 63                                   | Obere Bergstraße 63 (Lage)                                |                              | Mitte 18. Jh.                                                 |                                                                                            | Winzerhaus | Winzerhaus Obere Bergstraße 63                                                               |
| Mietvilla Obere Bergstraße 64                                    | Obere Bergstraße 64 (Lage)                                |                              | 1892                                                          | Adolf Neumann                                                                              | Mietvilla | Mietvilla Obere Bergstraße 64                                                                |
| Sektkellerei Bussard                                             | Obere Bergstraße 65/65a–f, 67/67a–i (Lage)                |                              | um 1830, um 1930 umgebaut                                     |                                                                                            | Ehemalige Sektkellerei. Seit den 2000er Jahren zur Wohnanlage umgebaut. | Ehemalige Sektkellerei Bussard, vom Bussardberg aus                                          |
| Mietvilla Antonie Welte                                          | Obere Bergstraße 82 (Lage)                                |                              | 1898                                                          | F. A. Bernhard Große                                                                       | Mietvilla | Mietvilla Antonie Welte                                                                      |
| Friedensburg                                                     | Obere Burgstraße 6 (Lage)                                 |                              | 1870/71, 1900, 1925–27                                        | Gebrüder Ziller, F. A. Bernhard Große, Alfred Tischer                                      | Derzeit geschlossenes Gasthaus mit Terrasse, Torpfeiler und Mauern eines ehemaligen Weinguts; als Wohnhaus genutzt. Max Strauß | Friedensburg mit Trockenmauersanierung und anschließender Neuaufrebung (2008) im Steinrücken |
| Villa Glückauf                                                   | Paradiesstraße 1 (Lage)                                   |                              | um 1875/85                                                    |                                                                                            | Villa mit Veranda und Einfriedung | Villa Glückauf                                                                               |
| Villa Paradiesstraße 3                                           | Paradiesstraße 3 (Lage)                                   |                              | um 1880                                                       |                                                                                            | Villa mit Stützmauer und Brunnen. Vor der Denkmalliste 2012 unter der Adresse Meißner Straße 150. | Villa Paradiesstraße 3                                                                       |
| Villa Paradiesstraße 3                                           | Paradiesstraße 3 (Lage)                                   | Paradiesstraße 9003          | um 1880                                                       |                                                                                            | Brunnen zur Villa. Vor der Denkmalliste 2012 unter der Adresse Meißner Straße 150. | Villa Paradiesstraße 3 mit davorliegendem Brunnen                                            |
| Zweifamilienhaus Georg Tamme                                     | Paradiesstraße 4 (Lage)                                   |                              | 1937/38                                                       | Georg Tamme, Franz Jörissen (Umbau)                                                        | Wohnhaus, zeitweise Fernsprechamt der Roten Armee | Zweifamilienhaus Georg Tamme                                                                 |
| Mietvilla Robert Wilhelm Häbold                                  | Paradiesstraße 5 (Lage)                                   |                              | 1898/99                                                       | Ernst Grafe                                                                                | Mietvilla mit Stützmauer | Mietvilla Robert Wilhelm Häbold                                                              |
| Landhaus Paul Melchers                                           | Paradiesstraße 15 (Lage)                                  |                              | 1919/20                                                       |                                                                                            | Villa mit Teilen der Einfriedung | Landhaus Paul Melchers                                                                       |
| Villa August Ramm                                                | Paradiesstraße 18 (Lage)                                  |                              | 1896                                                          | Gebrüder Ziller                                                                            | Villenartiges Wohnhaus | Villa August Ramm                                                                            |
| Villa „Unser Heim“                                               | Paradiesstraße 22 (Lage)                                  |                              | 1878/79, 1937                                                 | Gebrüder Ziller, Otto Rometsch (Garage)                                                    | Landhausartige Villa | Villa „Unser Heim“                                                                           |
| Mietvilla Emil Reibestein                                        | Paradiesstraße 26 (Lage)                                  |                              | 1899/1900                                                     | Gebrüder Ziller                                                                            | Mietvilla mit Einfriedungsmauer, in Ecklage | Mietvilla Emil Reibestein                                                                    |
| Haus Sydow, Villa Madelon                                        | Paradiesstraße 36 (Lage)                                  |                              | 1852, 2005/06                                                 |                                                                                            | Villa mit Einfriedung | Haus Sydow, auch Villa Madelon                                                               |
| Villa Waldhof                                                    | Paradiesstraße 46 (Lage)                                  |                              | 1862                                                          | Moritz Ziller                                                                              | Landhausartige Villa mit Nebengebäude und Einfriedung. Erwähnung im Dehio | Villa Waldhof                                                                                |
| Haus im Eck                                                      | Paradiesstraße 56 (Lage)                                  |                              | 1924                                                          | Otto Rometsch                                                                              | Villa mit Garten | Grundhof, Paradiesstraße 56                                                                  |
| Haus im Eck                                                      | Paradiesstraße 56 (Lage)                                  | Paradiesstraße 9056          | 1924                                                          | Otto Rometsch                                                                              | Garten zur Villa | Grundhof, Paradiesstraße 56                                                                  |
| Haus im Garten                                                   | Paradiesstraße 58 (Lage)                                  |                              | 1906                                                          | Otto Rometsch, Adolph Suppes                                                               | Villa mit Einfriedung | Grundhof, Paradiesstraße 58                                                                  |
| Grundhof, Hoher Berg, Heiterer Blick                             | Paradiesstraße 66/68 (Lage)                               |                              | 1652 Hoher Berg, 1696, 1. H. 19. Jh., 1907–09                 | Otto Rometsch, Adolph Suppes, Gunter Herrmann                                              | Herrschaftliches Anwesen. Ehemaliges Weingut mit Herrenhaus, Wirtschaftsgebäuden, Gartensaal, Gärtnerhaus sowie zwei Pavillons, Park und Einfriedung. Besitzer, Bewohner: Christian Samuel und Gottfried Schweißker, Hofprediger Christian Ehrgott Raschig, Johann Friedrich Anton Dehne, Reichsgerichtsrat a. D. Otto Suppes, Wilhelm Claus, Karl Kröner, Paul Wilhelm. Radebeuler Bauherrenpreis 1999 | Grundhof gesamt                                                                              |
| Grundhof, Hoher Berg, Heiterer Blick                             | Paradiesstraße 66/68 (Lage)                               | Paradiesstraße 9066-I        | 1652 Hoher Berg, 1696, 1. H. 19. Jh., 1907–09                 | Otto Rometsch, Adolph Suppes, Gunter Herrmann                                              | Gartensaal | Gartensaal und Turmhaus                                                                      |
| Grundhof, Hoher Berg, Heiterer Blick                             | Paradiesstraße 66/68 (Lage)                               | Paradiesstraße 9066-II       | 1652 Hoher Berg, 1696, 1. H. 19. Jh., 1907–09                 | Otto Rometsch, Adolph Suppes, Gunter Herrmann                                              | Turmhaus | Gartensaal und Turmhaus                                                                      |
| Grundhof, Hoher Berg, Heiterer Blick                             | Paradiesstraße 66/68 (Lage)                               | Paradiesstraße 9068-I        | 1652 Hoher Berg, 1696, 1. H. 19. Jh., 1907–09                 | Otto Rometsch, Adolph Suppes, Gunter Herrmann                                              | Pavillons zum Gartensaal | Pavillons zum Gartensaal                                                                     |
| Grundhof, Hoher Berg, Heiterer Blick                             | Paradiesstraße 66/68 (Lage)                               | Paradiesstraße 9068-II       | 1652 Hoher Berg, 1696, 1. H. 19. Jh., 1907–09                 | Otto Rometsch, Adolph Suppes, Gunter Herrmann                                              | Pavillons zum Gartensaal | Pavillons zum Gartensaal                                                                     |
| Grundhof, Hoher Berg, Heiterer Blick                             | Paradiesstraße 66/68 (Lage)                               | Paradiesstraße 9068-III      | 1652 Hoher Berg, 1696, 1. H. 19. Jh., 1907–09                 | Otto Rometsch, Adolph Suppes, Gunter Herrmann                                              | Park zum Grundhof | Park zum Grundhof                                                                            |
| Altfriedstein                                                    | Prof.-Wilhelm-Ring 1 (Lage)                               |                              | 1544 Anwesen, um 1740, 1902, um 1790 (Brunnen)                | Schilling & Graebner (Umbau)                                                               | Ehemaliges Weinberghaus mit Fragment einer barocken Brunnenanlage. Villenkolonie Altfriedstein. Besitzer, Bewohner: Heinrich Graf von Brühl, Louise Sophia Johanna Gräfin von Zinzendorf und Pottendorf, Ludwig Graf Senfft von Pilsach, Schilling & Graebner, Jeanne Berta Semmig, Ellen Schou | Giebelseite des Herrenhauses Altfriedstein (von Westen aus)                                  |
| Landhaus Prof.-Wilhelm-Ring 16                                   | Prof.-Wilhelm-Ring 16 (Lage)                              |                              | 1903                                                          | Schilling & Graebner                                                                       | Mietvilla mit Stützmauer und Einfriedung. Villenkolonie Altfriedstein | Prof.-Wilhelm-Ring 16                                                                        |
| Villa Alfred Sparbert                                            | Prof.-Wilhelm-Ring 19 (Lage)                              |                              | 1907                                                          | Schilling & Graebner                                                                       | Villa mit Einfriedung. Villenkolonie Altfriedstein. Bewohner Alfred Sparbert | Villa Alfred Sparbert                                                                        |
| Villa Prof.-Wilhelm-Ring 20                                      | Prof.-Wilhelm-Ring 20 (Lage)                              |                              | 1902                                                          | Schilling & Graebner                                                                       | Mietvilla mit Substruktion. Villenkolonie Altfriedstein. Bewohner Martin Andersen Nexø | Prof.-Wilhelm-Ring 20                                                                        |
| Villa Schwarze                                                   | Prof.-Wilhelm-Ring 26 (Lage)                              |                              | 1907/08                                                       | Adolf Neumann (Bau), Carl Fischer (Entwurf)                                                | Villa mit Einfriedung, Villenkolonie Altfriedstein. Radebeuler Bauherrenpreis 2003 | Villa Schwarze                                                                               |
| Gartenpavillon Rennerbergstraße 5                                | Rennerbergstraße 5 (Lage)                                 | Rennerbergstraße 9005        |                                                               |                                                                                            | Pavillon | Gartenpavillon Rennerbergstraße 5                                                            |
| Mietvilla Carl August Böhmer                                     | Rennerbergstraße 7 (Lage)                                 |                              | 1901, 1939                                                    | Gebrüder Große, Albert Patitz (Anbau)                                                      | Mietvilla mit Pavillon und Einfriedung. Erich Weber | Mietvilla Carl August Böhmer                                                                 |
| Mietvilla Rennerbergstraße 9                                     | Rennerbergstraße 9 (Lage)                                 |                              | 1901, 1911                                                    | Gebrüder Große, F. W. Eisold (Anbau)                                                       | Mietvilla mit Einfriedung. Bewohner Walter König | Mietvilla Rennerbergstraße 9                                                                 |
| Villa Sancerre                                                   | Rennerbergstraße 11 (Lage)                                |                              | um 1900, 1912                                                 |                                                                                            | Mietvilla mit Kutscherhaus. Bewohner: Gussy Ahnert | Villa Sancerre                                                                               |
| Villa Sancerre, Kutscherhaus                                     | Rennerbergstraße 11a (Lage)                               |                              | um 1900, 1912                                                 |                                                                                            | Kutscherhaus | Kutscherhaus Villa Sancerre                                                                  |
| Mietvilla Rennerbergstraße 12                                    | Rennerbergstraße 12 (Lage)                                |                              | 1898, 1999                                                    |                                                                                            | Mietvilla. Radebeuler Bauherrenpreis 1999 | Mietvilla Rennerbergstraße 12                                                                |
| Mietvilla Rennerbergstraße 14                                    | Rennerbergstraße 14 (Lage)                                |                              | 1900                                                          | Adolf Neumann                                                                              | Mietvilla mit Teilen der Einfriedung | Mietvilla Rennerbergstraße 14                                                                |
| Mietvilla Robert-Koch-Straße 3                                   | Robert-Koch-Straße 3 (Lage)                               |                              | 1897/98                                                       | Gebrüder Große                                                                             | Mietvilla | Mietvilla Robert-Koch-Straße 3                                                               |
| Rathaus Niederlößnitz                                            | Rosa-Luxemburg-Platz 1 (Lage)                             |                              | 1892–95                                                       | Adolf Neumann                                                                              | Rathaus Niederlößnitz, Rathausgebäude, repräsentativer, zweigeschossiger Bau mit Walmdach und erhöhtem Mittelrisalit | Ehemaliges Rathaus Niederlößnitz                                                             |
| Siedlungshäuser Rosa-Luxemburg-Platz                             | Rosa-Luxemburg-Platz 2/3, Alfred-Naumann-Straße 15 (Lage) |                              | 1924                                                          |                                                                                            | Wohnanlage mit gestalteter Grünfläche und Einfriedung (Siedlungshaus, siehe auch Alfred-Naumann-Straße 13/15 und Heinrich-Zille-Straße 46) | Mehrfamilienwohnhaus Rosa-Luxemburg-Platz 2/3, Alfred-Naumann-Straße 15                      |
| Mietvilla Maria Lorenz                                           | Rosa-Luxemburg-Platz 5 (Lage)                             |                              | 1893                                                          |                                                                                            | Mietshaus | Mietvilla Maria Lorenz                                                                       |
| Landhaus Schuchstraße 2                                          | Schuchstraße 2 (Lage)                                     |                              | 1867/69                                                       | Gebrüder Ziller                                                                            | Villa mit Anbau und Einfriedung | Landhaus Schuchstraße 2                                                                      |
| Landhaus Schuchstraße 2                                          | Schuchstraße 2 (Lage)                                     | Schuchstraße 9002-I          | 1867/69                                                       | Gebrüder Ziller                                                                            | Anbau zur Villa | Anbau an Landhaus Schuchstraße 2                                                             |
| Landhaus Schuchstraße 2                                          | Schuchstraße 2 (Lage)                                     | Schuchstraße 9002-II         | 1867/69                                                       | Gebrüder Ziller                                                                            | Nebengebäude zur Villa | Nebengebäude Landhaus Schuchstraße 2                                                         |
| Villa Schuchstraße 4                                             | Schuchstraße 4 (Lage)                                     |                              | 1870er Jahre, 1912                                            | Gebrüder Ziller, Georg Heinsius von Mayenburg (Anbau)                                      | Villa | Villa Schuchstraße 4                                                                         |
| Villa Schuchstraße 4                                             | Schuchstraße 4 (Lage)                                     | Schuchstraße 9004            | 1870er Jahre, 1912                                            | Gebrüder Ziller, Georg Heinsius von Mayenburg (Anbau)                                      | Garten zur Villa | Garten Schuchstraße 4, von der Paradiesstraße aus                                            |
| Villa Magda                                                      | Schuchstraße 6 (Lage)                                     |                              | vor 1872                                                      | Gebrüder Ziller                                                                            | Landhausartige Villa. Bewohner: Holm Eppendorff | Villa Magda                                                                                  |
| Kurgebäude Dr. Kadner’s Sanatorium                               | Schweizerstraße 3 (Lage)                                  |                              | 1892                                                          | Adolf Neumann                                                                              | Mietvilla mit Einfriedung | Schweizerstraße 3                                                                            |
| Villa Schweizerstraße 5                                          | Schweizerstraße 5 (Lage)                                  |                              | 1893/94                                                       | Friedrich Ernst Grafe                                                                      | Landhausartige Villa | Schweizerstraße 5                                                                            |
| Villa Schweizerstraße 6                                          | Schweizerstraße 6 (Lage)                                  |                              | 1891/92                                                       | Carl Käfer                                                                                 | Landhausartige Villa mit Einfriedung | Schweizerstraße 6                                                                            |
| Villa Schweizerstraße 13                                         | Schweizerstraße 13 (Lage)                                 |                              | um 1895                                                       |                                                                                            | Villa mit Einfriedung | Schweizerstraße 13                                                                           |
| Villa Schweizerstraße 15                                         | Schweizerstraße 15 (Lage)                                 |                              | um 1870, vor 1885                                             | Gebrüder Ziller                                                                            | Landhausartige Villa mit Nebengebäude | Schweizerstraße 15                                                                           |
| Villa Schweizerstraße 23                                         | Schweizerstraße 23 (Lage)                                 |                              | um 1890                                                       |                                                                                            | Landhausartige Villa | Schweizerstraße 23                                                                           |
| Gröba-Siedlung                                                   | Stosch-Sarrasani-Straße 37/39 (Lage)                      |                              | 1924/25                                                       | Alfred Tischer                                                                             | Doppelwohnhaus einer Wohnanlage | Gröba-Siedlung Stosch-Sarrasani-Straße 37/39                                                 |
| Gröba-Siedlung                                                   | Stosch-Sarrasani-Straße 41/43/45 (Lage)                   |                              | 1924/25                                                       | Alfred Tischer                                                                             | Wohnhauszeile einer Wohnanlage | Gröba-Siedlung Stosch-Sarrasani-Straße 41/43/45                                              |
| Luisenstift, Städtische Oberschule Radebeul, EOS „Juri Gagarin“  | Straße der Jugend 3 (Lage)                                |                              | 1868/70, 1920er Jahre Turnhalle                               | Gebrüder Ziller                                                                            | Schulgebäude mit Turnhalle, heute Gymnasium | Gymnasium Luisenstift                                                                        |
| Luisenstift, Städtische Oberschule Radebeul, EOS „Juri Gagarin“  | Straße der Jugend 3 (Lage)                                | Straße der Jugend 9003       | 1920er Jahre                                                  | Gebrüder Ziller                                                                            | Turnhalle zum Gymnasium | Gymnasium Luisenstift                                                                        |
| Landhaus Kurt Keller                                             | Terrassenstraße 1 (Lage)                                  |                              | 1908/09                                                       | Otto Stäber                                                                                | Villa | Landhaus Kurt Keller                                                                         |
| Mietvilla Thomas-Mann-Straße 1                                   | Thomas-Mann-Straße 1 (Lage)                               |                              | 1891/92, 1926                                                 | Oscar Wend & Paul Eger                                                                     | Mietvilla mit Einfriedung | Mietvilla Thomas-Mann-Straße 1                                                               |
| Mietvilla Thomas-Mann-Straße 2                                   | Thomas-Mann-Straße 2 (Lage)                               |                              | 1891/92, 1914                                                 | Oscar Wend & Paul Eger                                                                     | Mietvilla mit Einfriedung | Mietvilla Thomas-Mann-Straße 2                                                               |
| Mietvilla Johann Heinrich Winkler                                | Thomas-Mann-Straße 3 (Lage)                               |                              | 1897/98                                                       | Adolf Neumann                                                                              | Mietvilla | Thomas-Mann-Straße 3                                                                         |
| Mietvilla Hugo Große                                             | Thomas-Mann-Straße 4 (Lage)                               |                              | 1895                                                          | Hugo Große                                                                                 | Mietvilla, Bewohner: Hugo Große | Thomas-Mann-Straße 4                                                                         |
| Villa Garke                                                      | Thomas-Mann-Straße 6 (Lage)                               |                              | 1896/97, nach 1897                                            | Hugo Große, Alfred Große (Anbau)                                                           | Mietvilla mit Einfriedung. Charles Garke | Thomas-Mann-Straße 6                                                                         |
| Einfamilienhaus Kurt Reinhard                                    | Thomas-Mann-Straße 15 (Lage)                              |                              | 1934                                                          | Patitz & Lötzsch                                                                           | Wohnhaus mit Einfriedung | Einfamilienhaus Kurt Reinhard                                                                |
| Café Lößnitz                                                     | Thomas-Mann-Straße 20 (Lage)                              |                              | 1890/95, Anbau 1920er Jahre                                   |                                                                                            | Café mit Anbau | Ehemaliges Café Lößnitz                                                                      |
| Schloss Wackerbarth, Wackerbarths Ruh’                           | Wackerbarthstraße 1, Mittlere Bergstraße (Lage)           |                              | 1727–1729, 1743 Jacobstein, 1853 Umbau, 1916/17               | Johann Christoph Knöffel, Matthäus Daniel Pöppelmann, Georg Heinsius von Mayenburg (Umbau) | Sitz des Sächsischen Staatsweinguts. Schloss mit barocker Gartenanlage, Belvedere, Jacobstein, Reste von Gartenplastiken, Einfriedung, Erinnerungstafel und Weinberge einschließlich Weinberg Fliegenwedel. Seit 1912 per Ortsdekret gegen Parzellierungsbegehren unter Schutz gestellt. Bewohner: Christoph August von Wackerbarth, Joseph Anton Gabaleon von Wackerbarth-Salmour, Christian Friedrich von Gregory, August Josef Ludwig von Wackerbarth, Carl Lang, Elise Polko, Albert von Carlowitz, Johann Georg Theodor Grässe. Radebeuler Bauherrenpreis 2004 | Schloss Wackerbarth                                                                          |
| Schloss Wackerbarth, Wackerbarths Ruh’                           | Wackerbarthstraße 1, Mittlere Bergstraße (Lage)           | Wackerbarthstraße 9001-I     | 1727–1729, 1743 Jacobstein, 1853 Umbau, 1916/17               | Johann Christoph Knöffel, Matthäus Daniel Pöppelmann, Georg Heinsius von Mayenburg (Umbau) | Belvedere zum Schloss Wackerbarth | Park von Schloss Wackerbarth mit Belvedere, vor dem Unterbau der Brunnen mit Wasserbecken    |
| Schloss Wackerbarth, Wackerbarths Ruh’                           | Wackerbarthstraße 1, Mittlere Bergstraße (Lage)           | Wackerbarthstraße 9001-II    | 1727–1729, 1743 Jacobstein, 1853 Umbau, 1916/17               | Johann Christoph Knöffel, Matthäus Daniel Pöppelmann, Georg Heinsius von Mayenburg (Umbau) | Östliches Wirtschaftsgebäude zum Schloss Wackerbarth (Gasthaus) | Gasthaus: Östliches Wirtschaftsgebäude zum Schloss Wackerbarth                               |
| Schloss Wackerbarth, Wackerbarths Ruh’                           | Wackerbarthstraße 1, Mittlere Bergstraße (Lage)           | Wackerbarthstraße 9001-III   | 1727–1729, 1743 Jacobstein, 1853 Umbau, 1916/17               | Johann Christoph Knöffel, Matthäus Daniel Pöppelmann, Georg Heinsius von Mayenburg (Umbau) | Westliches Wirtschaftsgebäude zum Schloss Wackerbarth (Vinothek) | Vinothek: Westliches Wirtschaftsgebäude zum Schloss Wackerbarth                              |
| Schloss Wackerbarth, Wackerbarths Ruh’                           | Wackerbarthstraße 1, Mittlere Bergstraße (Lage)           | Wackerbarthstraße 9001-IV    | 1727–1729, 1743 Jacobstein, 1853 Umbau, 1916/17               | Johann Christoph Knöffel, Matthäus Daniel Pöppelmann, Georg Heinsius von Mayenburg (Umbau) | Gartenanlage und Weinbergslandschaft von Schloss Wackerbarth | Park von Schloss Wackerbarth, vom Jacobstein aus                                             |
| Schloss Wackerbarth, Wackerbarths Ruh’                           | Wackerbarthstraße 1, Mittlere Bergstraße (Lage)           | Wackerbarthstraße 9001-V     | 1727–1729, 1743 Jacobstein, 1853 Umbau, 1916/17               | Werner Hempel                                                                              | Jacobstein | Jacobstein                                                                                   |
| Villa Adolf Neumann                                              | Wilhelm-Busch-Straße 11 (Lage)                            |                              | 1888                                                          | Adolf Neumann                                                                              | Villa. Adolf Neumanns Bauunternehmung mit danebenliegendem Bauhof (Wilhelm-Busch-Straße 11a, heute Dachdeckerunternehmen) | Villa Adolf Neumann                                                                          |
| Mietvilla Wilhelm-Busch-Straße 12                                | Wilhelm-Busch-Straße 12 (Lage)                            |                              | 1893/94                                                       | Adolf Neumann                                                                              | Mietvilla mit Einfriedung | Mietvilla Wilhelm-Busch-Straße 12                                                            |
| Mietvilla Felix Sommer                                           | Wilhelm-Busch-Straße 16 (Lage)                            |                              | 1909/10                                                       | Felix Sommer                                                                               | Mietvilla | Mietvilla Felix Sommer                                                                       |
| Villa Wilhelmstraße 3                                            | Wilhelmstraße 3 (Lage)                                    |                              | um 1880                                                       |                                                                                            | Wohnhaus, landhausartige Villa | Villa Wilhelmstraße 3                                                                        |
| Mietvilla Winzerstraße 2                                         | Winzerstraße 2 (Lage)                                     |                              | 1899/1900                                                     | Gebrüder Große                                                                             | Mietvilla mit Einfriedung, in Ecklage. Erwähnung im Dehio | Mietvilla Winzerstraße 2                                                                     |
| Villa Gringmuth                                                  | Winzerstraße 3 (Lage)                                     |                              | 1840                                                          |                                                                                            | Wohnhaus mit Einfriedung | Villa Gringmuth                                                                              |
| Fünffamilienhaus Winzerstraße 14                                 | Winzerstraße 14 (Lage)                                    |                              | 1938–40                                                       | Albert Patitz                                                                              | Wohnhaus mit Einfriedung | Fünffamilienhaus Winzerstraße 14                                                             |
| Haus Hofmann                                                     | Winzerstraße 22/24 (Lage)                                 |                              | Um 1750                                                       |                                                                                            | Winzerhaus | Haus Hofmann (Westseite)                                                                     |
| Siedlung der Baugenossenschaft Kötzschenbroda                    | Winzerstraße 25 (Lage)                                    |                              | 1928                                                          | Felix Sommer                                                                               | Wohnhaus einer Wohnsiedlung | Siedlungshaus Winzerstraße 25                                                                |
| Siedlung der Baugenossenschaft Kötzschenbroda                    | Winzerstraße 25a (Lage)                                   |                              | 1928                                                          | Felix Sommer                                                                               | Wohnhaus einer Wohnsiedlung | Siedlungshaus Winzerstraße 25a                                                               |
| Villa J. Paul Liebe                                              | Winzerstraße 27 (Lage)                                    |                              | 1874–76                                                       | August Große                                                                               | Landhausartige Villa | Villa J. Paul Liebe                                                                          |
| Haus Schenk                                                      | Winzerstraße 28a (Lage)                                   |                              | vor 1875, 1877/78                                             | August Große                                                                               | Villa und westliches Hinter- bzw. Nebengebäude (Remise), mit Einfriedung? | Haus Schenk                                                                                  |
| Haus Schenk                                                      | Winzerstraße 28b/c (Lage)                                 | Winzerstraße 9028            | vor 1875, 1877/78                                             | August Große                                                                               | Westliches Hinter- bzw. Nebengebäude (Remise) | Remise zu Haus Schenk                                                                        |
| Siedlung der Baugenossenschaft Kötzschenbroda                    | Winzerstraße 29 (Lage)                                    |                              | vermutlich 1928                                               |                                                                                            | Wohnhaus einer Wohnsiedlung | Siedlungshaus Winzerstraße 29                                                                |
| Haus Salem                                                       | Winzerstraße 34/34a/34b (Lage)                            |                              | 1871/1872, 1915–20                                            | Moritz Große (Ursprungsbau), Gebrüder Kießling (Entwurf Umbau), Alfred Große (Umbau)       | Ehemaliges Schwestern-Erholungsheim der Diakonissenanstalt Dresden, nun ein Mehrfamilien-Wohnhaus | Haus Salem                                                                                   |
| Haus Salem                                                       | Winzerstraße 34c (Lage)                                   | Winzerstraße 9034            | 1924                                                          | Moritz Große (Ursprungsbau), Gebrüder Kießling (Entwurf Umbau), Alfred Große (Umbau)       | Nebengebäude zur Villa | Nebengebäude von Haus Salem                                                                  |
| Landhaus Winzerstraße 35                                         | Winzerstraße 35 (Lage)                                    |                              | um 1850                                                       |                                                                                            | Wohnhaus mit Garten | Landhaus Winzerstraße 35                                                                     |
| Landhaus Winzerstraße 35                                         | Winzerstraße 35 (Lage)                                    | Winzerstraße 9035            | um 1850                                                       |                                                                                            | Garten zum Wohnhaus | Landhaus Winzerstraße 35                                                                     |
| Mietvilla Jacob Traugott Petzold                                 | Winzerstraße 38 (Lage)                                    |                              | 1877, 1912                                                    | Felix Sommer (Umbau)                                                                       | Villa | Mietvilla Jacob Traugott Petzold                                                             |
| Villa Maximilian August von Schmieden                            | Winzerstraße 43 (Lage)                                    |                              | 1872                                                          | August Große                                                                               | Landhaus mit ehemaligem Waschhaus, Garten und Einfriedung. Besitzer Maximilian August von Schmieden, August von Schmieden | Villa Maximilian August von Schmieden                                                        |
| Haus Klotzsche                                                   | Winzerstraße 46/46a (Lage)                                |                              | Um 1800, 1864 Wohnhaus, 1868 Scheune                          |                                                                                            | Ehemaliges Winzergehöft mit Winzerhaus, Wohnhaus und Scheune. Baumeister: August Große. Radebeuler Bauherrenpreis 2006 | Haus Klotzsche, von Westen                                                                   |
| Haus Clauß                                                       | Winzerstraße 48a (Lage)                                   |                              | 1665, 1935                                                    |                                                                                            | Ehemaliges Winzerhaus | Haus Clauß, von Osten                                                                        |
| Wohnhaus Winzerstraße 49                                         | Winzerstraße 49 (Lage)                                    |                              | um 1860                                                       |                                                                                            | Wohnhaus | Wohnhaus Winzerstraße 49                                                                     |
| Villa Baltenhorst                                                | Winzerstraße 55 (Lage)                                    |                              | 1891/92                                                       | Ernst Kießling                                                                             | Mietvilla mit Einfriedung | Villa Baltenhorst                                                                            |
| Villa Winzerstraße 60                                            | Winzerstraße 60 (Lage)                                    |                              | 1891                                                          | Moritz Große                                                                               | Landhausartige Villa mit Einfriedung? | Villa Winzerstraße 60                                                                        |
| Villa Thuja                                                      | Winzerstraße 61a (Lage)                                   |                              | 1890/91                                                       | Carl Käfer                                                                                 | Wohnhaus | Villa Winzerstraße 61a                                                                       |
| Villa Friedensreich                                              | Winzerstraße 73 (Lage)                                    |                              | um 1890                                                       |                                                                                            | Wohnhaus. Mietvilla | Villa Friedensreich                                                                          |
| Bauernhaus Winzerstraße 79                                       | Winzerstraße 79 (Lage)                                    |                              | um 1850, 1884, 1919                                           | F. A. Bernhard Große (Sanierung), Felix Sommer (Verandaanbau)                              | Bauernhaus | Bauernhaus Winzerstraße 79                                                                   |
| Haus Stephani                                                    | Winzerstraße 80 (Lage)                                    |                              | um 1800                                                       |                                                                                            | Winzerhaus mit Toreinfahrt | Haus Stephanie                                                                               |
| Haus Stephani                                                    | Winzerstraße 80 (Lage)                                    | Winzerstraße 9080            | um 1800                                                       |                                                                                            | Einfriedung | Haus Stephanie, Toreinfahrt                                                                  |
| Haus Lotter                                                      | Winzerstraße 83 (Lage)                                    |                              | um 1580, um 1650, 1925/26                                     |                                                                                            | Winzerhaus mit Tor und Einfriedung. Erwähnung im Dehio. Radebeuler Bauherrenpreis 1998 | Haus Lotter                                                                                  |
| Villa Zillerstraße 1                                             | Zillerstraße 1 (Lage)                                     |                              | spätestens 1874                                               | Gebrüder Ziller                                                                            | Mietvilla mit Seitenflügel und Einfriedung, in Ecklage | Villa Zillerstraße 1                                                                         |
| Villa Laetitia                                                   | Zillerstraße 2 (Lage)                                     |                              | 1873                                                          |                                                                                            | Villa (ohne Anbauten), mit Villengarten (Gartendenkmal), Gartenpavillon und Einfriedung | Villa Laetitia                                                                               |
| Garten der Villa Laetitia                                        | Zillerstraße 2 (Lage)                                     |                              | 1873                                                          |                                                                                            | Villa (ohne Anbauten), mit Villengarten (Gartendenkmal), Gartenpavillon und Einfriedung | Garten der Villa Laetitia                                                                    |
| Villa Zillerstraße 3                                             | Zillerstraße 3 (Lage)                                     |                              | 1874/76                                                       | Gebrüder Ziller                                                                            | Villa | Villa Zillerstraße 3                                                                         |
| Villa Zillerstraße 4                                             | Zillerstraße 4 (Lage)                                     |                              | 1874/76                                                       | Gebrüder Ziller                                                                            | Villa mit Nebengebäude | Villa Zillerstraße 4                                                                         |
| Villa Zillerstraße 5                                             | Zillerstraße 5 (Lage)                                     |                              | 1878, 1931                                                    | Gebrüder Ziller, Schilling & Graebner, Johannes Eisold (Anbau)                             | Villa mit Nebengebäude und Einfriedung | Villa Zillerstraße 5                                                                         |
| Villa Zillerstraße 6                                             | Zillerstraße 6 (Lage)                                     |                              | 1873                                                          | Gebrüder Ziller                                                                            | Landhausartige Villa mit Einfriedung | Villa Zillerstraße 6                                                                         |
| Villa Käthe                                                      | Zillerstraße 7 (Lage)                                     |                              | 1889                                                          | Carl Käfer (Entwurf), Gebrüder Ziller, Paul Ziller (Umbau)                                 | Mietvilla. Bewohner: Woldemar Lippert | Villa Käthe                                                                                  |
| Landhaus Käthe                                                   | Zillerstraße 10 (Lage)                                    |                              | um 1890                                                       | Gebrüder Ziller                                                                            | Landhausartige Villa mit Einfriedung | Landhaus Käthe                                                                               |
| Villa Zillerstraße 11                                            | Zillerstraße 11 (Lage)                                    |                              | 1876                                                          | Gebrüder Ziller                                                                            | Villa. Bewohner: Ewald Jammers, Antonius Jammers | Villa Zillerstraße 11                                                                        |
| Wohn- und Geschäftshaus Ernst August Große                       | Zillerstraße 15 (Lage)                                    |                              | 1897/98, 1938                                                 | Gebrüder Ziller, Max Czopka (Teilumbau)                                                    | Wohn- und Geschäftshaus in Ecklage | Wohn- und Geschäftshaus Ernst August Große                                                   |
| Mietvilla Otto/Lange                                             | Zillerstraße 19 (Lage)                                    |                              | 1903–05                                                       | Felix Sommer                                                                               | Mietvilla mit Einfriedung | Mietvilla Otto/Lange                                                                         |
| Mietvilla Ernst Robert Richter                                   | Zillerstraße 21 (Lage)                                    |                              | 1896/97                                                       | Gebrüder Ziller                                                                            | Mietvilla mit Einfriedung | Mietvilla Ernst Robert Richter                                                               |
| Mietvilla Zillerstraße 23                                        | Zillerstraße 23 (Lage)                                    |                              | 1898                                                          | Hugo Große                                                                                 | Mietvilla mit Einfriedung | Mietvilla Zillerstraße 23                                                                    |

## Liste ehemaliger Bau- / Kulturdenkmale
| Name, Bezeichnung                   | Adresse, Koordinaten           | Datum                     | Baumeister, Architekten                                                                 | Denkmalumfang, Bemerkung | Bild                                                                       |
| ----------------------------------- | ------------------------------ | ------------------------- | --------------------------------------------------------------------------------------- | --- | -------------------------------------------------------------------------- |
| Haus Nitzsche, Nitzsches Winzerhof  | Neufriedstein 5 (Lage)         | 18. Jh., 1883–85          |                                                                                         | Denkmalschutz wurde nach 2012 aufgehoben. Ehemals zu Weingut Neufriedstein, Nebengebäude zum Winzerhaus                           | Haus Nitzsche                                                              |
| Haus Junge                          | Moritzburger Straße 18 (Lage)  |                           |                                                                                         | Denkmalschutz (1973) vor 1979 aufgehoben.                                                                                         | Haus Junge                                                                 |
| Haus Liebig                         | Moritzburger Straße 29 (Lage)  |                           |                                                                                         | Denkmalschutz (1973) vor 1979 aufgehoben.                                                                                         | Haus Liebig                                                                |
| Sektklause der Sektkellerei Bussard | Moritzburger Straße 44 (Lage)  | um 1830, um 1930 umgebaut |                                                                                         | Ehemalige Sektkellerei. Sektklause im September 2011 wegen Baufälligkeit abgerissen.                                              |                                                                            |
| Villa Barbara                       | Obere Bergstraße 57 (Lage)     | 1879/80                   |                                                                                         | Denkmalschutz bereits vor Sanierung aufgehoben. Villa mit Villengarten. Radebeuler Bauherrenpreis 2004                            | Villa Obere Bergstraße 57                                                  |
| Landhaus Mehlhorn                   | Paradiesstraße 48 (Lage)       | 18. Jh., 1862, 1875, 1908 | Moritz Ziller (Anbau), Georg Heinsius von Mayenburg (Entwurf), Paul Ziller (Bauleitung) | Denkmalschutz wurde vor 2008 aufgehoben. Landhausartig umgebautes Winzerhaus mit villenartigem Anbau                              | Landhaus Mehlhorn                                                          |
| Nebengebäude zum Haus im Garten     | Paradiesstraße 58 (Lage)       | 1906                      | Otto Rometsch, Adolph Suppes                                                            | Denkmalschutz wurde nach 2012 aufgehoben. Nebengebäude zum Haus im Garten                                                         | Grundhof, Paradiesstraße 58                                                |
| Villa Wilhelm-Busch-Straße 9        | Wilhelm-Busch-Straße 9 (Lage)  | um 1890                   |                                                                                         | Denkmalschutz wurde nach 2012 aufgehoben. Villa                                                                                   | Villa Wilhelm-Busch-Straße 9                                               |
| Villa Rosenheim                     | Wilhelm-Busch-Straße 10 (Lage) | 1891/92                   | Adolf Neumann                                                                           | Denkmalschutz wurde nach 2012 aufgehoben. Mietshaus                                                                               | Villa Rosenheim                                                            |
| Mietvilla Winzerstraße 47           | Winzerstraße 47 (Lage)         | 1894                      | Moritz Große                                                                            | Denkmalschutz wurde nach 2017 aufgehoben. Landhausartige Villa mit Einfriedung                                                    | Mietvilla Winzerstraße 47                                                  |
| Haus Richter                        | Winzerstraße 82 (Lage)         | 1749, 2006/07             |                                                                                         | Denkmalschutz vor 2012 aufgehoben. Ehemaliges Winzerhaus, wurde als Niedrigenergiehaus wieder aufgebaut.                          | Haus Richter                                                               |
| Winzerhaus Beuhnsches Gut           | Winzerstraße 84 (Lage)         | um 1800, 2000er Jahre     |                                                                                         | Denkmalschutz vor 2012 aufgehoben. Ehemaliges Winzerhaus. Villenkolonie Altfriedstein. Wird seit den 2000er Jahren rekonstruiert. | Winzerhaus Winzerstraße 84 (li.), Haus Lotter (re.), Haus Richter (mittig) |

## Anmerkung
1. ↑  Diese Liste entspricht möglicherweise nicht dem aktuellen Stand der offiziellen Denkmalliste. Diese kann über die zuständigen Behörden eingesehen werden. Daher garantiert das Vorhandensein oder Fehlen eines Bauwerks oder Ensembles in dieser Liste nicht, dass es zum gegenwärtigen Zeitpunkt ein eingetragenes Denkmal ist oder nicht. Eine verbindliche Auskunft erteilt das Landesamt für Denkmalpflege Sachsen oder die Untere Denkmalbehörde.